# Netsuke

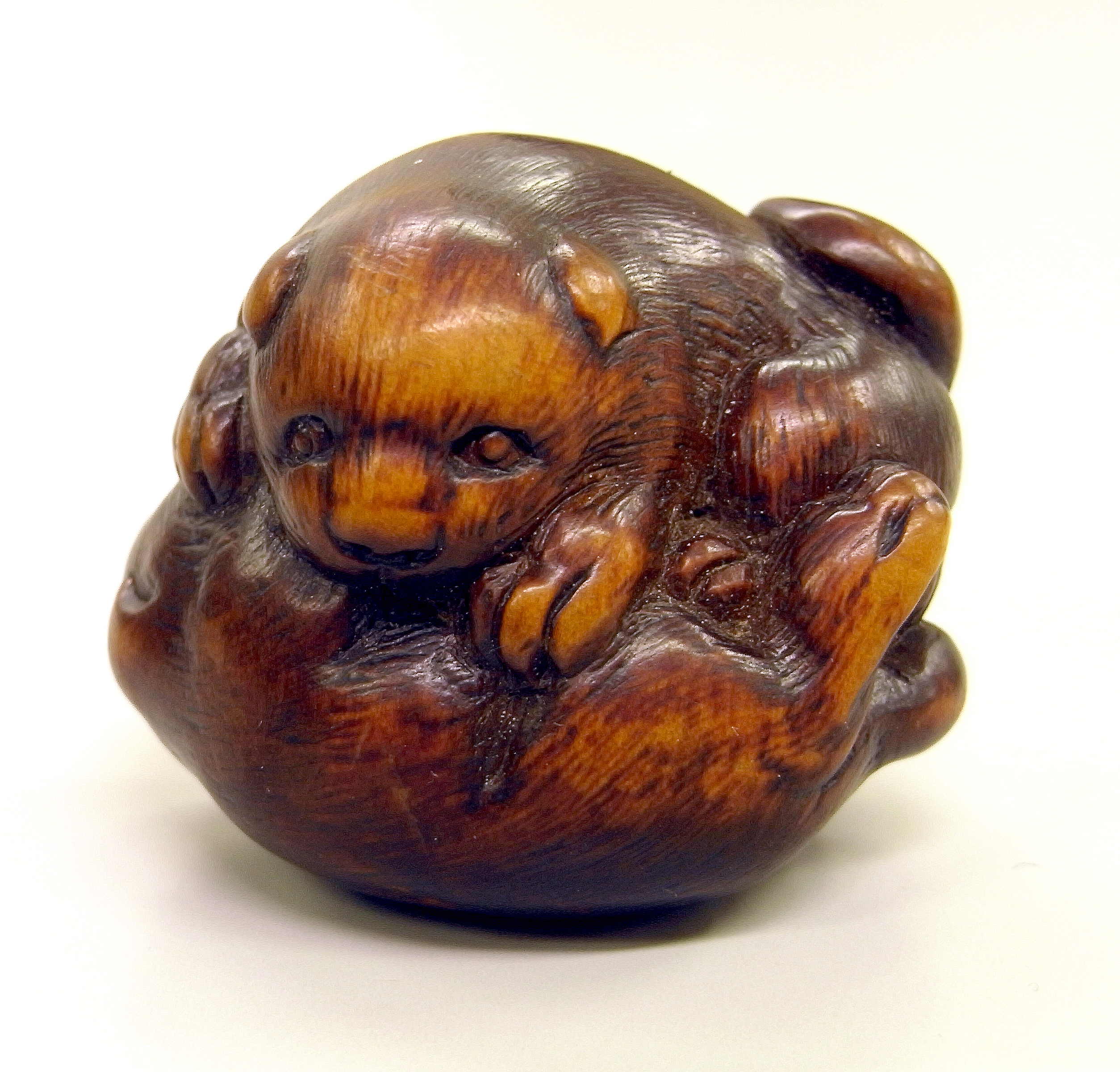
Un netsuke amb forma de gos, obra de 虎渓(Kokei).

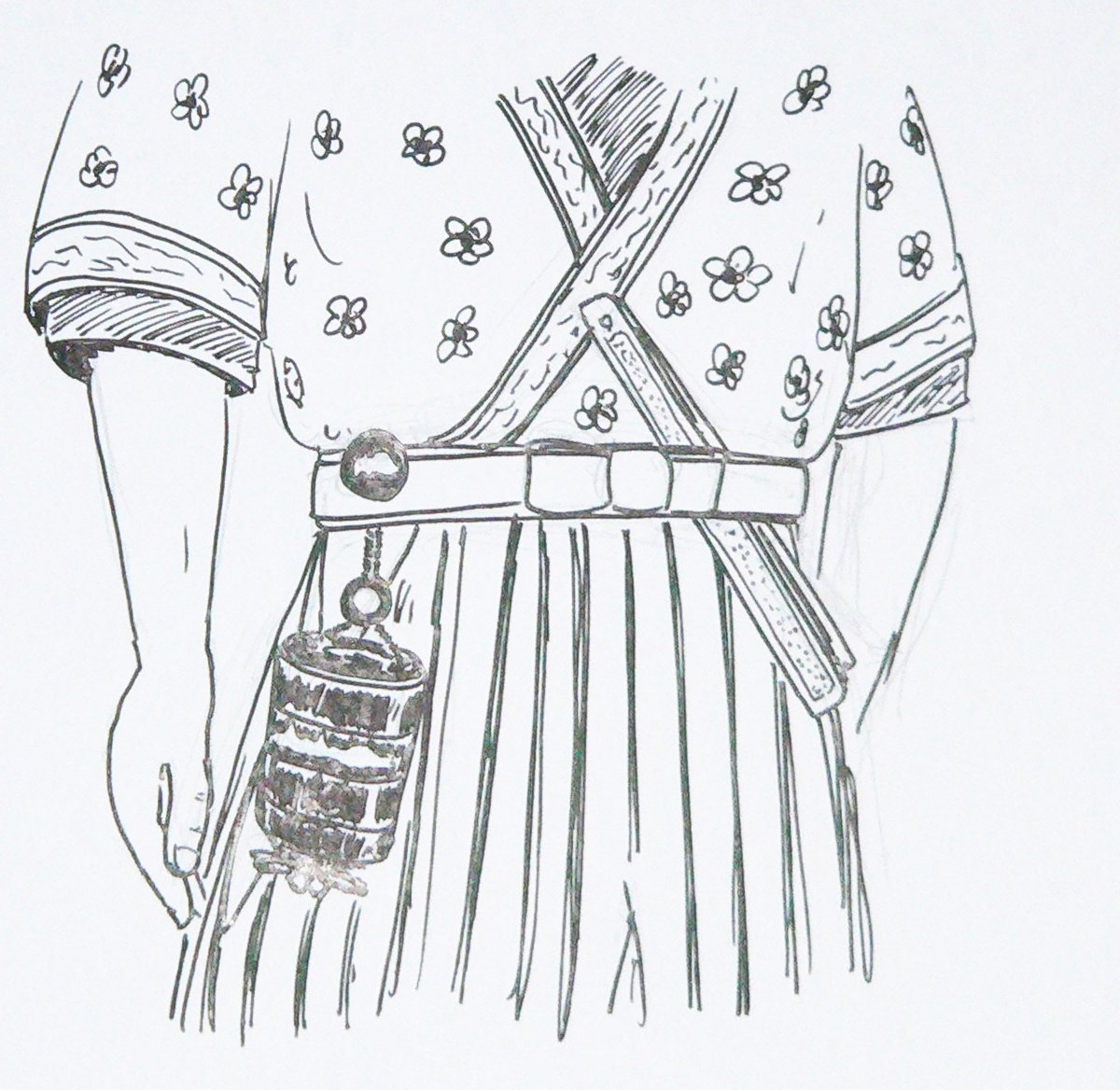
Dibuix d'un netsuke i una capsa inrō lligats a un vestit tradicional japonès

Un netsuke és una petita escultura originàriament pensada per fer de fermall de bosses o saquets que es duien a la roba fent de butxaca o ronyonera. Van sorgir al segle xvii com a complement de moda masculí (penjant d'una faixa que tancava el kimono) i es van estendre fins a esdevenir peces artístiques amb entitat pròpia, molt preuades pels col·leccionistes.
Els netsukes poden estar fets d'ivori, jade, fusta o porcellana i adopten diverses formes, des de simples boles o pals fins a complexes escenes on apareixen elements de la mitologia japonesa o el folklore popular. Destaquen els netsukes d'animals, existents o llegendaris.